# Yerak
Yerak är en ort i Iran.   Den ligger i provinsen Qazvin, i den norra delen av landet, 110 km nordväst om huvudstaden Teheran. Yerak ligger 2 139 meter över havet och antalet invånare är 112.
Terrängen runt Yerak är bergig söderut, men norrut är den kuperad. Runt Yerak är det ganska tätbefolkat, med 93 invånare per kvadratkilometer. Närmaste större samhälle är Mo'allem Kalāyeh, 11,3 km norr om Yerak. Trakten runt Yerak består i huvudsak av gräsmarker.